# فياتريس
فياتريس (بالإنجليزية: Viatris)‏ هي شركة دوائية أمريكية لصناعة الدواء وتقديم الرعاية الصحية مقرها في مدينة كانونسبرغ في ولاية بنسيلفانيا، وتأسست في سنة 2020 من عملية اندماج بين شركتي مايلان وأبجون.
وقعت هذه الشركة في المرتبة 254 في تصنيف فورتشين 500 ضمن الشركات الأمريكية حسب بيانات أرباح سنة 2020.